# Седивка, Ян
 Ян Болеслав Седивка  (собственно Шедивка, чеш. Jan Boleslav Šedivka; 8 сентября 1917[…], Слани[…] — 23 августа 2009, Хобарт) — один из ведущих скрипачей и педагогов Австралии, родом из Чехословакии.

## Биография
Начальную подготовку Ян Седивка получил у профессора Отакара Шевчика в Писеке. В то время к восьмидесятилетнему профессору приезжали его бывшие студенты, ставшие знаменитыми музыкантами, и давали концерты. Особое впечатление на юного Яна произвели польская скрипачка Евгения Уминьска, австралийка Дейзи Кеннеди и Эрика Морини из Австрии. После отъезда Шевчика в Америку в 1931 г. Седивка стал учеником Ярослава Коцианa в так называемой мастер-школе Пражской консерватории. Окончив мастер-школу с отличием, Седивка в 1938 г. получил на родине правительственную стипендию и уехал в парижскую Нормальную школу музыки, где занимался у Жака Тибо. В 1940 г. из-за войны и политических потрясений Седивке пришлось искать убежище в Англии. В 1942 г. он познакомился в Лондоне с Максом Росталем и поступил на его специальный курс скрипичной техники и инструментальной педагогики. В дальнейшем Седивка выступал как солист и камерный исполнитель, гастролируя по Европе и Великобритании со знаменитыми оркестрами, и был постоянным студийным артистом на BBC, Radiodiffusion Française и Nordwestdeutscher Rundfunk. Также вместе с пианистом Томом Бромли и виолончелисткой Селой Трау он выступал в составе лондонского Интернационального трио. С 1952 по 1961 гг. Седивка преподавал в престижных учебных заведениях Лондона, включая Голдсмитс и Тринити-колледж.
В 1961 г. по приглашению консерватории Квинсленда Седивка переехал в Австралию. Ко всеобщему удивлению, он прибыл в сопровождении девяти молодых скрипачей, своих учеников, которые выразили желание эмигрировать в страну, чтобы продолжить работу с учителем и впоследствии начать собственную профессиональную карьеру. Это открыло новую эру в направлении миграционного потока между Австралией и Старым Светом: до приезда Седивки австралийские студенты искали любую возможность, чтобы покинуть страну и начать обучение за рубежом; до 1961 г. было немыслимо, чтобы молодые музыканты думали о переезде в Австралию для продолжения образования. В 1972 г. Седивка стал директором консерватории в Хобарте (Тасмания). По сути он стал основоположником австралийской скрипичной школы, привлекая студентов со всего мира. В частности, он установил тесные связи с Шанхайской консерваторией, куда впоследствии был приглашён в качестве почётного профессора.
Игра Седивки отличалась благородством и интеллигентностью, при этом его тон не был особо сильным, однако обладал большим шармом и полётностью.

### Творческое сотрудничество
Седивка внёс огромный вклад в развитие и широкое распространение современной австралийкой музыки. Особое признание получил он за исполнение и запись посвящённых ему произведений австралийских композиторов — в частности, концертов Ларри Сицки (№ 1, 2, 3 & 4), Джеймса Пенберти, Яна Кагли, Дона Кейя, Колина Брамби, Эдварда Коуи и Эрика Гросса.
Его жена, прекрасная пианистка Берил Седивка, часто выступала с ним в концертах.

### Ученики
Среди учеников Седивки — Памела Брайс, Кит Креллин, Дин Жинуо, Линдаль Эдмистон, Питер Экстон, Хуа Фей, Теодор Лазарофф, Элизабет Морган, Джон Курро, Саймон Освелл, Керри Смит, Джонатан Аллен, Филипп-Ксавье Борер, Романа Зиеглерова, Марина Филлипс, Уто Уги.

## Награды
- Член ордена Австралии, 1987
- Почетный член Тринити-колледжа (Лондон)
- Почетный доктор Университета Тасмании
- Почетный профессор Шанхайской консерватории музыки
- Мемориальная золотая медаль Академии музыкальных искусств (Прага)
- Почетный член сообщества «Music Australia»
- Почетный гражданин Королевского города Слани (Чехия)
- Мемориальная премия имени сэра Бернарда Хейнце, 1995 (Мельбурнский Университет)
- Почетный профессор университета Тасмании, 1995
- Премия за выдающиеся заслуги Австралийской ассоциации смычковых музыкальных инструментов, 1998